# Трејси (Калифорнија)
Трејси (енгл. Tracy) град је у америчкој савезној држави Калифорнија. По попису становништва из 2010. у њему је живело 82.922 становника.

## Демографија
Према попису становништва из 2010. у граду је живело 82.922 становника, што је 25.993 (45,7%) становника више него 2000. године.
| Група             | 2000.          | 2010.          |
| Белци             | 30.723 (54,0%) | 30.005 (36,2%) |
| Афроамериканци    | 3.117 (5,5%)   | 5.953 (7,2%)   |
| Азијати           | 4.633 (8,1%)   | 12.229 (14,7%) |
| Хиспаноамериканци | 15.765 (27,7%) | 30.557 (36,9%) |
| Укупно            | 56.929         | 82.922         |